# Lonomia rufescens
Lonomia rufescens är en fjärilsart som beskrevs av Lemaire 1971. Lonomia rufescens ingår i släktet Lonomia och familjen påfågelsspinnare. Inga underarter finns listade i Catalogue of Life.